# الیمپوس ئی-۶۲۰
الیمپوس ایی-۶۲۰ (به انگلیسی: Olympus E-620) یک دوربین عکاسی ساخت شرکت الیمپوس است.